# Боннский вокзал
Боннский главный вокзал (нем. Bonn Hauptbahnhof) — главный железнодорожный вокзал в городе Бонне (Северный Рейн-Вестфалия). Ежедневно в Бонне останавливаются до 82 поездов дальнего сообщения и до 238 пригородных поездов. Ежедневно боннский вокзал отправляет до 40 000 пассажиров. По немецкой системе классификации вокзал Бонна относится к категории 2.

## История

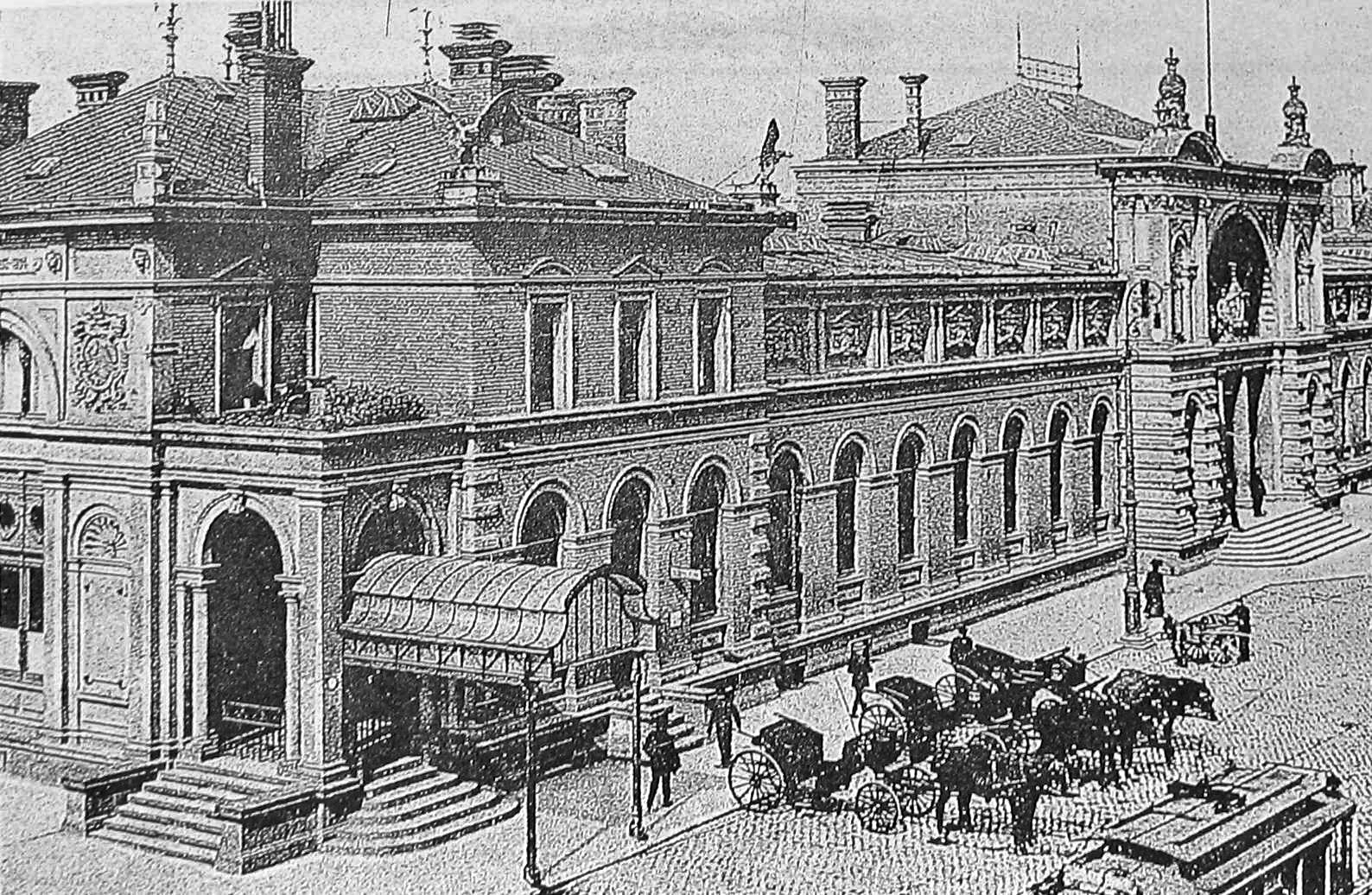
Боннский вокзал в 1900 году

Железнодорожное сообщение в Бонне было открыто в 1844 году, когда Бонн-Кёльнская железнодорожная компания проложила по левому берегу Рейна участок Бонн — Кёльн и уже с лета 1844 года между Кёльном и Бонном курсировало 6 поездов, из которых четыре были ежедневными.
В 1870 году была открыта паромная переправа через Рейн, которая позволила запустить 5,9-километровый участок Бонн — Оберкассель (город Оберкассель, лежащий на правом берегу Рейна, вошёл в состав Бонна 1 августа 1969 года). После открытия железнодорожного участка в западном направлении до Ойскирхена Бонн стал узловой станцией. Новое здание вокзала было построено в 1883—1884 годах.
3 ноября 1949 года Бонн стал столицей ФРГ, значение боннского вокзала резко возросло. Вокзал становится местом встречи официальных делегаций. Первым главой государства, церемония встречи которого состоялась на боннском вокзале, был император Эфиопии Хайле Селассие I, прибывший в Бонн с официальным визитом 8 ноября 1954 года.
После включения в 1969 году в состав Бонна близлежащих городов вокзал был переименован в Главный вокзал в 1971 году. Ранее северо-западнее вокзала находилась товарно-сортировочная станция, которая была закрыта в 1970-е годы. В 1979 году у вокзала была открыта станция боннского скоростного трамвая.
По планам с 2015 года боннский вокзал будет включён в систему городской электрички региона Рейн-Рур. В рамках подготовки к этому событию планируется в 2014 году провести работы по модернизации путей и платформ, установке новых LCD-экранов. На эти работы планируется выделить сумму в размере 3,3 млн евро.

## Движение поездов по станции Бонн

### ICиICE
| Линия     | Маршрут |
| --------- | --- |
| ICE 10    | Берлин (Восточный вокзал) — Ганновер — Билефельд — Хамм — Дортмунд — Хаген — Вупперталь — Кёльн-Мессе/Дойц —Кёльн — Бонн — Кобленц — Трир                                                                                    |
| IC 30     | Вестерланд — Гамбург — Мюнстер — Дортмунд — Эссен — Дуйсбург — Дюссельдорф — Кёльн — Бонн — Майнц — Мангейм — Карлсруэ |
| IC(EC) 31 | Киль — Гамбург — Мюнстер — Дортмунд — Вупперталь — Золинген — Кёльн — Бонн — Майнц — Франкфурт-на-Майне — Вюрцбург — Нюрнберг — Пассау — Вена                                                                                |
| IC 32     | Берлин-Зюдкройц — Берлин — Берлин-Шпандау — Вольфсбург — Ганновер — Билефельд — Дортмунд — Эссен — Дуйсбург — Дюссельдорф — Кёльн — Бонн — Майнц — Мангейм — Хайдельберг — Штутгарт — Ульм                                   |
| IC 35     | Эмден — Лер — Мюнстер — Реклингхаузен — Ванне-Айкель — Гельзенкирхен — Оберхаузен — Дуйсбург — Аэропорт (Дюссельдорф) — Дюссельдорф — Кёльн — Бонн — Кобленц — Мангейм — Оффенбург — Констанц — Файхинген-на-Энце — Штутгарт |
| IC 55     | Лейпциг — Галле — Магдебург — Ганновер — Билефельд — Хамм — Дортмунд — Вупперталь — Золинген — Кёльн — Бонн — Кобленц — Майнц — Мангейм — Штутгарт — Ульм                                                                    |
| ICE 91    | Кёльн — Бонн — Кобленц — Майнц — Франкфурт-на-Майне — Ханау — Вюрцбург — Нюрнберг — Регенсбург — Пассау — Вена |

### REиRB
| Линия  | Название          | Маршрут |
| ------ | ----------------- | --- |
| RE 5   | Rhein-Express     | Эммерих-на-Рейне — Везель — Динслакен — Оберхаузен — Дуйсбург — Аэропорт (Дюссельдорф) — Дюссельдорф — Кёльн — Бонн — Кобленц |
| RB 23  | Voreifelbahn      | Бонн — Райнбах — Ойскирхен — Бад-Мюнстерайфель                                                                                |
| MRB 26 | MittelrheinBahn   | Кёльн-Мессе/Дойц — Кёльн — Бонн — Кобленц — Майнц                                                                             |
| RB 30  | Rhein-Ahr-Bahn    | Бонн — Ремаген — Бад-Нойенар-Арвайлер — Арбрюк                                                                                |
| RB 48  | Rhein-Wupper-Bahn | Вупперталь — Золинген — Кёльн-Мессе/Дойц — Кёльн — Бонн                                                                       |